# Shango

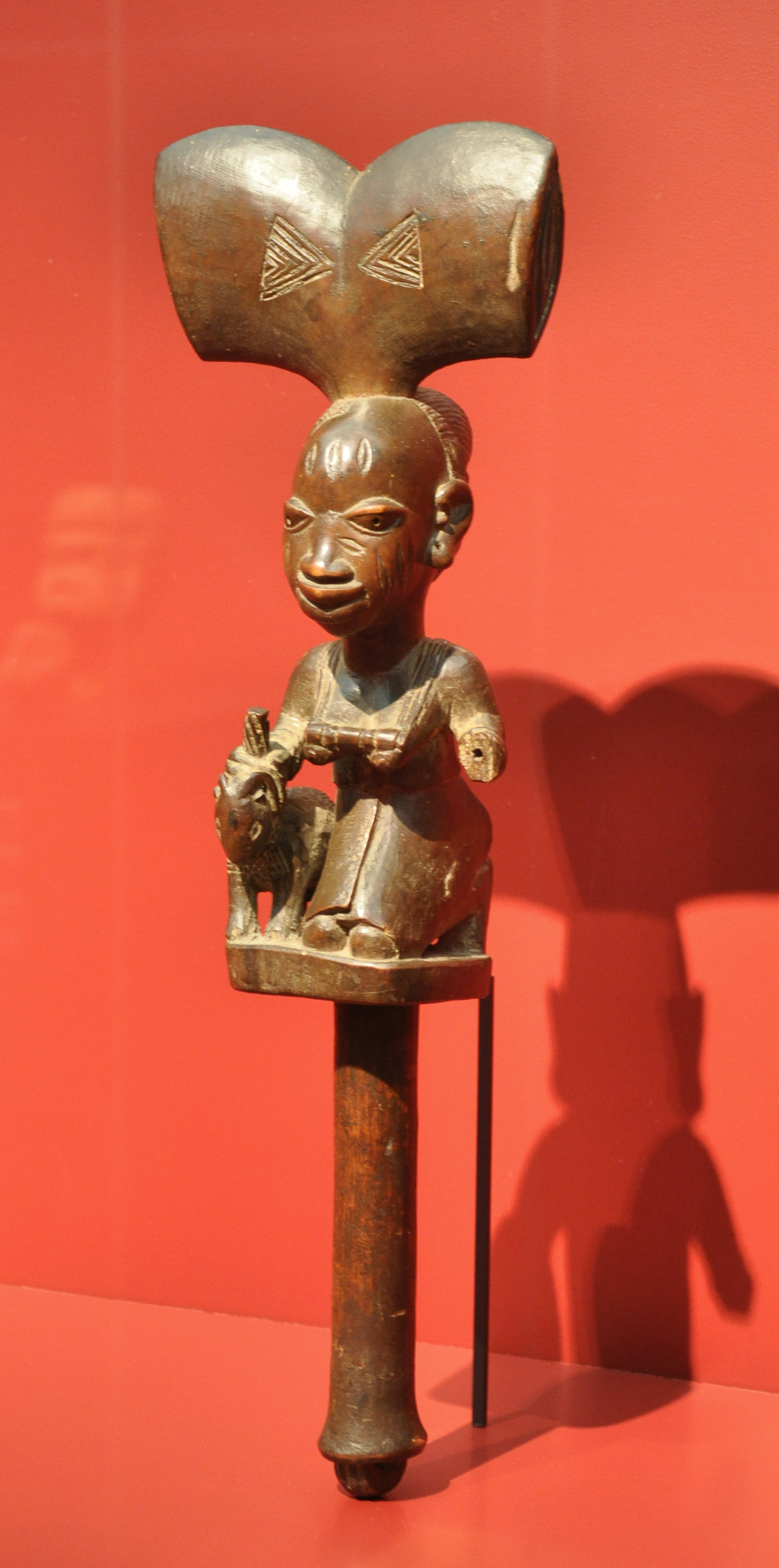
Statuetta rappresentante Shango conservata al museo Rietberg di Zurigo.

Shango (trascritto anche come Sango, Xangô, Chango e in altre varianti) è un importante orisha (dio o semidio) della mitologia yoruba. È associato soprattutto con l'etnia oyo, di cui rappresenta un antenato mitico. È una divinità potente, associata al fuoco e al tuono, e ha un ruolo importante anche nei culti afro-americani derivati dalla religione yoruba, come il candomblé, santeria e vudù. 

## Origine del mito
La tradizione orale yoruba descrive Shango come re dell'Impero Oyo, figlio del re fondatore Oranian e di sua moglie Torosi. Da un punto di vista storico, questo collocherebbe la sua vita intorno al XV secolo. Il suo regno viene ricordato come un periodo di grande prosperità, durante il quale l'impero crebbe fino a unificare tutto il popolo yoruba. Nella trasposizione mitologica e religiosa, questa prosperità si riflette nella magnificenza tipica dei rituali del culto di Shango, ricchi di colori, forme e simboli diversi.

## Figura mitologica e simbologia
Shango è associato al fuoco, al fulmine e al tuono; ha un carattere violento e vendicativo, cacciatore e saccheggiatore, virile e coraggioso; è un giustiziere, e castiga i bugiardi, i ladri e malfattori. Per queste caratteristiche, sia in epoca coloniale che post-coloniale Shango è stato frequentemente considerato come il simbolo della lotta dei neri contro l'oppressione da parte dei bianchi.
A seconda delle tradizioni, Shango viene annoverato come figlio della dea-madre Yemaja o di Obatala, messaggera e intermediaria degli dèi, che lo avrebbe concepito con Aganju, signore del fiume. Ha avuto numerose mogli e amanti, fra cui spiccano le figure di Obá (la prima moglie), Oxum (la seconda) e Oya (la moglie preferita).
Shango viene spesso rappresentato con un'arma chiamata Oxê, un'ascia bipenne, che rappresenta l'azione rapida ed efficace della giustizia. Negli altari in onore di Shango compare spesso una scultura che rappresenta una donna dallo sguardo tranquillo e distaccato che dona quest'arma al dio-eroe.
Nel culto yoruba di Shango vengono spesso impiegate maschere con le sembianze di una testa di ariete. Questo elemento ha portato diversi ricercatori, fra cui Basil Davidson a postulare un legame fra la cultura yoruba e quella di Kush, presso cui l'ariete aveva un ruolo simbolico fondamentale. 
Il numero sacro di Shango è il sei.

### Racconti tradizionali
Il concepimento di Shango da Obatala è oggetto di un racconto yoruba. Si narra che un giorno Aganju non voleva concedere a Obatala il permesso di attraversare il fiume. Quest'ultima cercò di aggirare il divieto trasformandosi in una piacente donna e lasciandosi circuire da Aganju, e dalla loro unione fu concepito Shango.
Un altro racconto tradizionale sull'infanzia e la gioventù di Shango descrive il suo incontro col padre in un bosco. Aganju non lo riconobbe, e cercò di ucciderlo per mangiarlo. L'orixa Oya, accortasi del pericolo, corse ad avvertire Obatala, che in origine era signora dei fulmini; Obatala trasferì a Oya il proprio potere, e questa salvò Shango dando fuoco al bosco. Shango sarebbe in seguito diventato egli stesso signore del fuoco.

## Nelle religioni sincretiche
Nelle religioni sincretiche in cui ogni divinità tradizionale viene identificata con un santo della tradizione cristiana, Xangô viene in genere identificato con San Gerolamo, a San Giuda Taddeo.
A Cuba in particolare si identifica con Santa Barbara.

## Nella archeologia
La notizia pubblicata sulle Scienze può sembrare contorta e ancora ufficiosa, ma in qualunque caso  è riferita alla divinità Shango. 

Un gruppo di archeologi dell'Università del Maryland hanno rintracciato nella città di Annapolis, un contenitore argilloso delle dimensioni di un pallone di calcio databile intorno al 1700. Al suo interno sono stati ritrovati innumerevoli frammenti di spille, proiettili e unghie utilizzati per esorcizzare gli spiriti e guidare le forze soprannaturali. La manifattura è attribuita a quella africana per quanto riguarda la conoscenza di amuleti e delle pratiche religiose, mentre i materiali usati sembrano tipicamente locali (Nordamericani).
L'archeologo Matthew D.Cochran della University College di Londra che ha avuto il merito ed il privilegio di dissotterrare il reperto ritiene che sia associato al culto di Shango.